# Aérodrome d'Arrachart
L'aéroport international Arrachart (code IATA : DIE • code OACI : FMNA) est un aéroport situé à Antanamitarana,à 8 km au sud du centre-ville. Il est accessible par la route nationale RN6 à l'entrée de la plus grande ville du nord de Madagascar, la ville d'Antsiranana (ou  Diego-Suarez).

## Situation
L'aéroport se trouve sur une péninsule de la baie de Diego-Suarez située entre le Cul-de-Sac Gallois et la baie Andovobazaha, à 5 km au nord-ouest du centre-ville d'Antsiranana.

### Carte des aéroports de Madagascar
| \| 30 km1:4 466 000 \| Ambalabe Ambalavao Ambatomainty Ambatondrazaka Ambilobe Ambohijanahary Mahajanga Ampampamena Ampanihy Analalava Andapa Andavadoaka Ankaizina Ankavandra Ankazoabo BA Arivonimamo Antsalova Antsirabato Antsirabe Antsoa Antsiranana · Arrachart Befandriana · Avaratra Bekily Belo sur · Tsiribihina Besalampy Betioky Doany Farafangana Nosy Be · Fascene Fianarantsoa Ihosy Ilaka-Est Antananarivo · Ivato Mahanoro Maintirano Malaimbandy Mampikony Manakara Mananara Nord Mananjary Mandabe Mandritsara Manja Maroantsetra Miandrivazo Morafenobe Morombe Morondava Port-Bergé Sainte · Marie Samangoky Sambava Soalala Tôlanaro · Fort-Dauphin Tambohorano Toamasina · Ambalamanasy Toliara Tsaratanana Tsiroanomandidy Vangaindrano Vatomandry Vohémar · Vohimarina |
| 30 km1:4 466 000 |

Les aérodromes en gras ont des liaisons régulières commerciales

## Histoire
L'aéroport a été créé dans un but militaire et baptisé du nom de Ludovic Arrachart, aviateur français mort le 23 mai 1933 lors des essais préparatoires à la coupe Deutsch de la Meurthe. Le 4 juin 1931 un avion vole pour la première fois au-dessus de la capital du Nord ; le terrain d'Arrachart a été inauguré le 9 mai 1935. L'Armée de l'air a quitté l'aéroport en 1973.
L'aéroport d'Andrakata, doté d'une piste plus longue, servait pour les vols commerciaux vers la ville d'Antsiranana. Mais étant difficile d'accès du fait de l'inexistence de pont reliant Antsiranana au plateau d'Andrakaka, cet aéroport est remplacé par celui d'Arrachart qui devient ensuite le principal aéroport des vols commerciaux de la ville. Néanmoins, la présence de la Montagne des Français, qui forme une barrière pour le décollage des avions gros porteurs, freine le développement de l'aéroport et l'extension de sa piste pour accueillir des avions long-courriers. Des projets et études sont alors mis en œuvre pour la restructurations de l'aéroport d'Andrakata, actuellement abandonné, pour en faire un aéroport international qui reliera le nord de l'île de Madagascar à l'étranger avec des vols long-courriers. Ce projet  ira ainsi, avec la faisabilité de la construction d'un pont reliant la ville d'Antsiranana à celle d'Andrakaka.

## Compagnies et destinations
| Compagnies          | Destinations                                       |
| ------------------- | -------------------------------------------------- |
| Madagascar Airlines | Antananarivo, Nosy Be-Fascene (en saison), Sambava |
| Ewa Air             | Dzaoudzi-M. Henry, Nosy Be-Fascene                 |
| Air Austral         | La Réunion-R. Garros                               |

## Gallerie

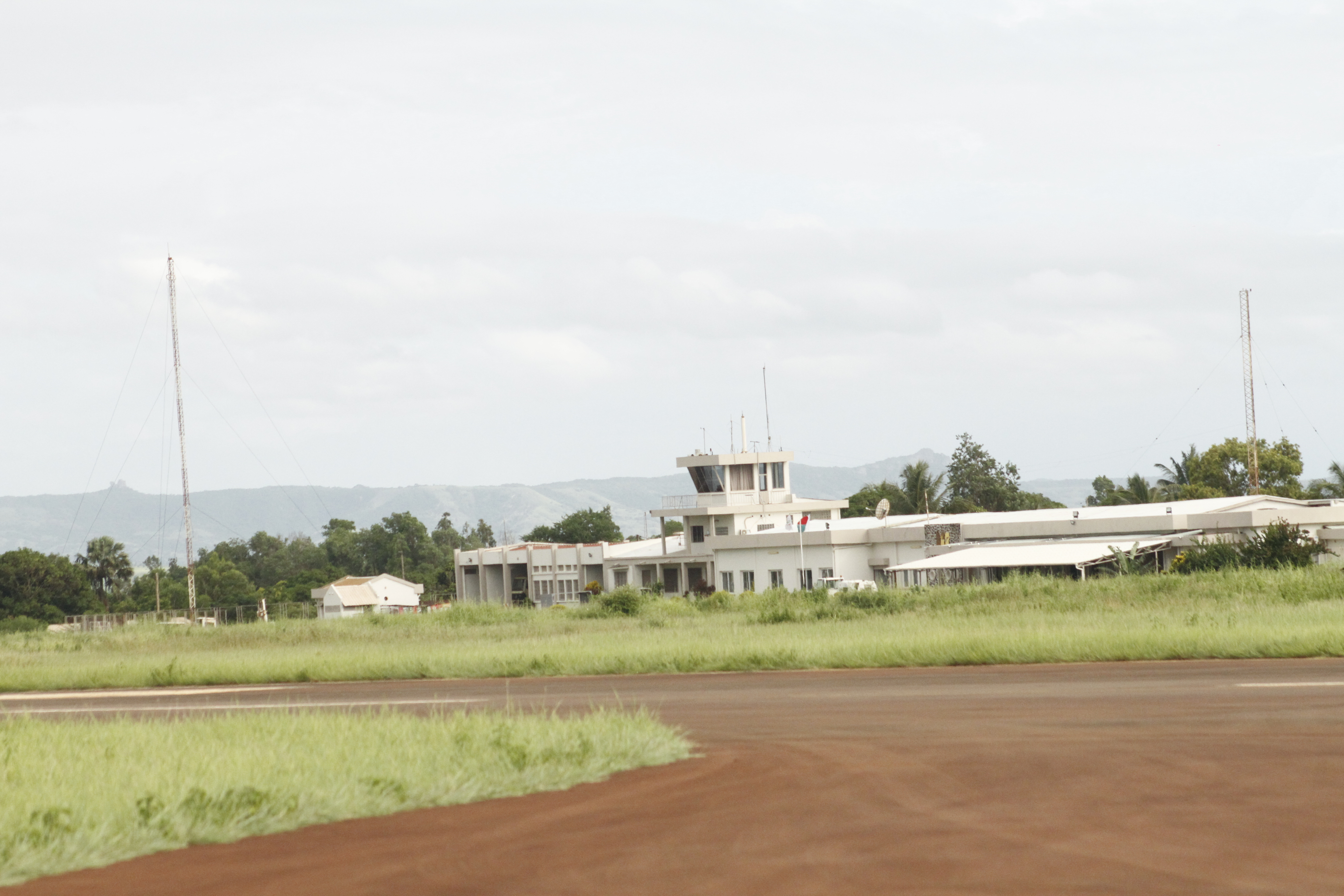
Aéroport de Diego-Suarez.
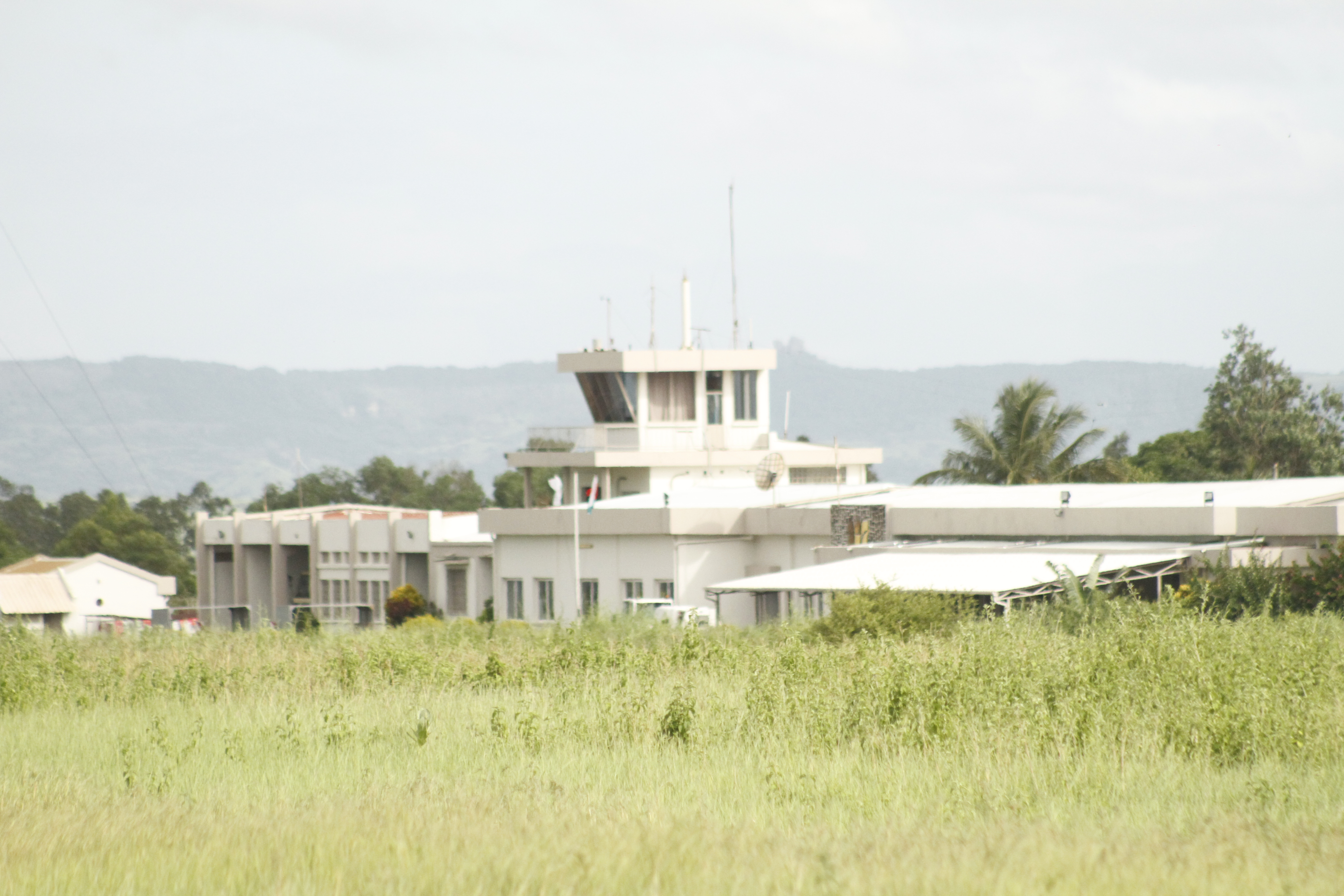
Aéroport de Diego-suarez.